# Thysanopoda egregia
Thysanopoda egregia är en kräftdjursart som beskrevs av Hansen 1905. Thysanopoda egregia ingår i släktet Thysanopoda och familjen lysräkor. Inga underarter finns listade i Catalogue of Life.